# Teressa (île)
Teressa est une île de l'archipel des Nicobar dans le Golfe du Bengale faisant partie du groupe des îles du centre.

## Géographie
L'île mesure 20 km de longueur et 5 km de largeur maximales pour une superficie de 101,26 km2. Elle est située à 28 km de Camorta et 25 km de Katchal.

## Histoire
L'île est nommée d'après l'archiduchesse d'Autriche Marie-Thérèse. Elle a été proclamée colonie autrichienne de 1778 à 1784 puis danoise de 1754/56 à 1868.